# Мануель Діас Вега
Мануель Діас Вега (ісп. Manuel Díaz Vega, 1 вересня 1954, Салас, Астурія) — іспанський футбольний арбітр, арбітр ФІФА з 1990 по 2000 рік.

## Біографія
Діас Вега розпочав суддівську кар'єру в 1975 році у нижчих іспанських дивізіонах. У 1983 році дебютував у матчі Сегунди, а чотири роки потому став обслуговувати матчі Прімери. Його першим матчем у вищому дивізіоні був матч «Атлетік»—«Мальорка», що відбувся 29 серпня 1987 року.
Загалом протягом тринадцяти сезонів у Ла Лізі він пропрацював у 203 матчах, востаннє у матчі між «Севільєю» і «Райо Вальєкано» 19 травня 2000 року в останньому турі сезону 1999/00.
Вважався одним з найкращих іспанських арбітрів кінця XX століття, завдяки чому був головним арбітром у трьох фіналах Кубка Іспанії (1992, 1996 і 1999) і двох Суперкубках Іспанії.
Отримав статус арбітра ФІФА в 1990 році й обслужив 70 міжнародних зустрічей протягом всієї своєї кар'єри.
Першим великим міжнародним турніром для Мануеля стало суддівство на Олімпійських іграх 1992 року у Барселоні, де він працював на трьох матчах, в тому числі і у грі за 3-тє місце.
У 1994 році був включений у список арбітрів на чемпіонат світу 1994 року у США, але відсудив там лише одну гру групового етапу між збірними Нідерландів та Саудівської Аравії. А вже через два роки судив матч-відкриття чемпіонату Європи 1996 року між Англією та Швейцарією, але знову більше на турнірі матчів не судив.
На міжнародних клубних змаганнях найзнаковішими були матч на Суперкубок Європи 1993 року між «Пармою» і «Міланом», а також фінал Ліги чемпіонів УЄФА 1995/96 між «Аяксом» і «Ювентусом»,
Після завершення суддівської кар'єри у 2000 році він працював технічним директором Комітету Арбітрів Королівської іспанської федерації футболу, вищого органу арбітражу в Іспанії, де залишався протягом 17 років, до 6 червня 2018 року. Також був членом арбітражної колегії УЄФА.

## Статистика арбітражу у Прімері
| Сезон     | Матчі | ЖК  | YK · RK | RK |
| --------- | ----- | --- | ------- | -- |
| 1987/1988 | 11    | 38  | -       | 1  |
| 1988/1989 | 12    | 45  | -       | 1  |
| 1989/1990 | 10    | 44  | -       | -  |
| 1990/1991 | 13    | 71  | -       | 5  |
| 1991/1992 | 14    | 78  | -       | -  |
| 1992/1993 | 12    | 63  | 5       | -  |
| 1993/1994 | 21    | 102 | 3       | 2  |
| 1994/1995 | 20    | 84  | 2       | 6  |
| 1995/1996 | 21    | 121 | 6       | 2  |
| 1996/1997 | 20    | 115 | 2       | 2  |
| 1997/1998 | 15    | 71  | 4       | -  |
| 1998/1999 | 17    | 94  | 2       | 4  |
| 1999/2000 | 17    | 73  | 1       | 2  |